# Toba (imperatore del Giappone)
Toba (鳥羽天皇, Toba-tennō; 24 febbraio 1103 – 20 luglio 1156) è stato il 74º imperatore del Giappone secondo il tradizionale ordine di successione.

## Biografia
Il suo regno ebbe inizio il 1107 e terminò nel 1123. Il suo nome personale era Munehito-shinnō  (宗仁親王?, Munehito-shinnō).
Figlio dell'imperatore Horikawa e di Fujiwara no Ishi, ebbe in moglie (1101-1145) Fujiwara no Shōshi/Tamako (藤原璋子), imperatrice Taiken (待賢門院), figlia di Fujiwara no Kinzane (藤原公実). Da lei ebbe diversi figli fra cui:
- 1119-1164 Akihito (顕仁親王), che divenne l'imperatore Sutoku,
- 1124-1129 Michihito (通仁親王)
- 1125-1143 Kimihito (君仁親王)
- 1126-1189 Muneko (統子内親王)
- 1127-1192 Masahito (雅仁親王),  che divenne l'imperatore Go-Shirakawa